# Pholcus bidentatus
Pholcus bidentatus là một loài nhện trong họ Pholcidae. Loài này được phát hiện ở Trung Quốc.